# Guáimaro (Magdalena)
Guáimaro es un centro poblado del departamento del Magdalena en Colombia. Bajo jurisdicción del municipio de Salamina. 
Ubicado a la orilla derecha del rio Magdalena. La dinámica propia del río ha estado siempre presente en el desarrollo de la vida de los guáimareros. Tanto así, que se convirtiéndolo en su principal vía de comunicación e intercambio.